# Isfara
Isfara (en tadjik : Исфара, en persan : اسفره) est une ville de la province de Sughd dans le Tadjikistan septentrional, située sur la frontière avec le Kirghizistan. Sa population est de 40 600 (estimation 2008). La ville est le chef-lieu du district d'Isfara.

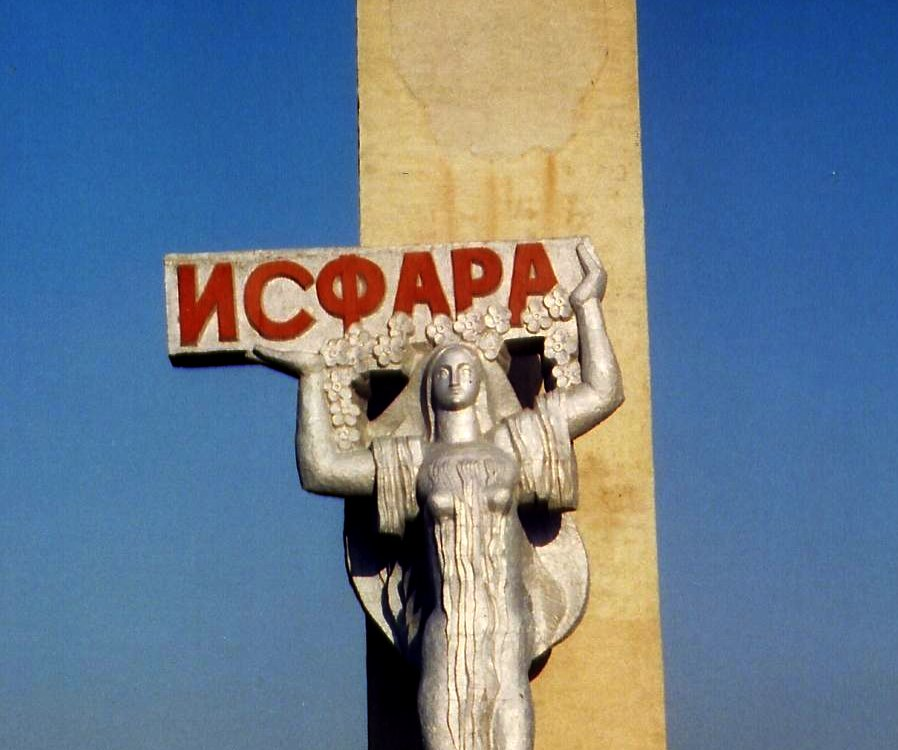
Panneau de bienvenue à Isfara.

## Histoire

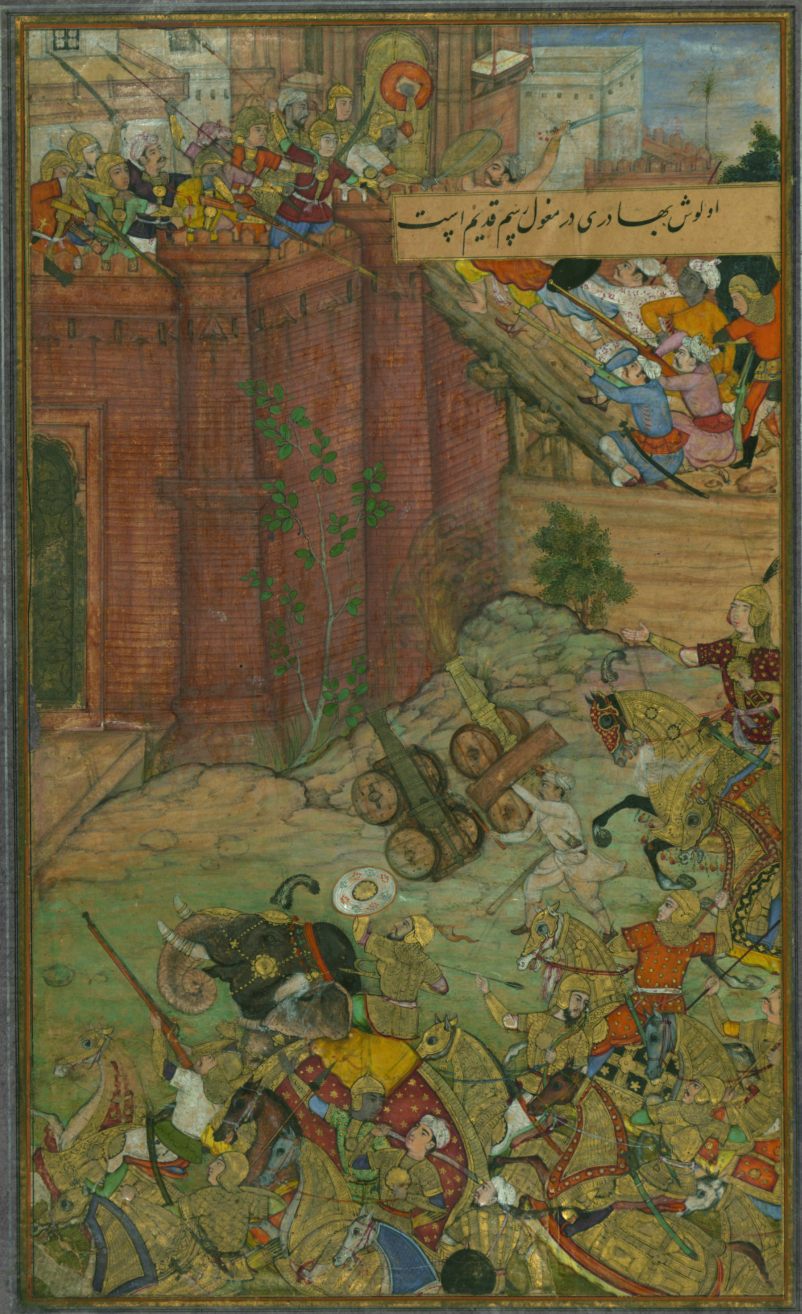
Siège d'Isfara, illustration des Mémoires de Babur, fin du XVIe siècle.

Isfara est une des plus anciennes villes d'Asie centrale ; son premier nom était Asbara. Elle est mentionnée dans l'histoire de Tabari du Xe siècle, quand elle était une étape importante sur la branche septentrionale de la route de la soie. Elle possède un mausolée de cette période, le mausolée Hazrati Shoh, sculpté dans le bois et unique en Asie centrale. Déjà aux XIe et XIIe siècles, elle avait une économie développée.
Dans ses mémoires, Babur (1483-1530) parle d'Isfara comme d'une des principales villes de la région. Le XVIe siècle vit la construction de grands bâtiments publics, comme des mosquées et des médersas. Au XVIIe siècle Isfara a fait partie du khanat de Kokand.

## Géographie
Isfara est située près de la jonction des frontières de trois États indépendants : Tadjikistan, Ouzbékistan et Kirghizistan, à une altitude de 863 m. Sa superficie est de 832 km².

## Démographie
La population d'Isfara est principalement tadjike.
| Année | Population | Source      |
| ----- | ---------- | ----------- |
| 1989  | 34 500     | recensement |
| 2000  | 37 000     | recensement |
| 2008  | 40 600     | estimation  |

## Économie
Une vingtaine de compagnies industrielles à Isfara produit de l'équipement électrique, des produits chimiques et métallurgiques, des matériaux de construction, des produits alimentaires, etc.
Isfara est célèbre pour ses vergers d'abricotiers.

## Culture
Andreï Tarkovski avait prévu de filmer Stalker (1979) à Isfara, mais un autre lieu de tournage a ensuite été choisi à cause d'un séisme ayant frappé la région en 1977. En revanche, Bakhtiar Khudojnazarov y a filmé une partie de son film Luna Papa (1999).

## Administration
Le maire d'Isafara est Muhiba Yakubova.